# فرانک بیکر (بازیکن فوتبال)
فرانک بیکر (انگلیسی: Frank Baker; ۲۲ اکتبر ۱۹۱۸ – ۱۰ دسامبر ۱۹۸۹) بازیکن فوتبال اهل بریتانیا بود.
از باشگاه‌هایی که در آن بازی کرده‌است می‌توان به باشگاه فوتبال استوک سیتی، باشگاه فوتبال استافورد رانجرز، باشگاه فوتبال پورت ویل و باشگاه فوتبال لیک تاون اشاره کرد.